# Semiplà
Un semiplà en la geometria euclidiana és el conjunt de punts de l'espai formats per una recta continguda en un pla, anomenada vora o marge del semiplà i tots els d'una de les dues regions en què queda dividit el pla per la recta. Els dos semiplans en què es divideix un pla per una mateixa recta continguda en aquest pla s'anomenen semiplans oposats.